# Lenda do boto

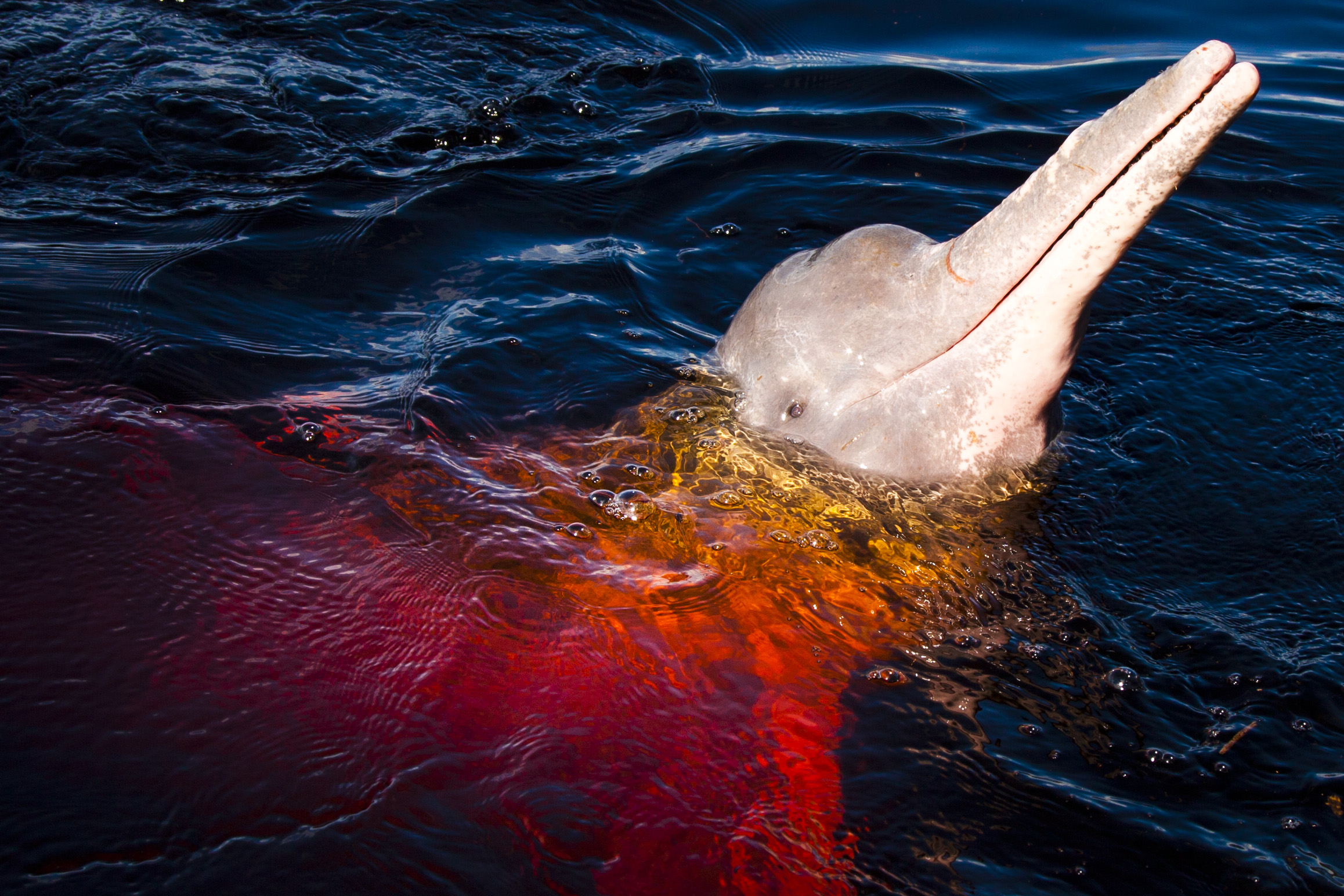
Boto Cor-de-rosa

A lenda do boto é uma lenda da Região Norte do Brasil de origem indígena sobre uma entidade mitologia, geralmente contada para justificar a gravidez de uma mulher solteira.

## A lenda
Os botos são animais carnívoros cetáceos que vivem nos rios amazônidos, que segundo a lenda, durante as festas juninas o boto rosado aparece no festejo transformado em um rapaz elegantemente vestido de branco e, sempre com um chapéu para cobrir a grande narina que não desaparece de sua cabeça com a transformação, seduz as jovens solteiras.
Esse rapaz seduz as moças desacompanhadas, levando-as para o fundo do rio e, em alguns casos, as engravidando. Por essa razão, quando um rapaz desconhecido aparece em uma festa usando chapéu, pede-se que ele o tire para garantir que não seja um boto. Daí deriva o costume de dizer, quando uma mulher tem um filho de um pai desconhecido, que ele é "filho do boto".

## Nas mídias
Essa lenda foi contada no cinema no filme Ele, o Boto (1987) com Carlos Alberto Riccelli no papel principal.
Na telenovela A Força do Querer, a protagonista Ritinha (Isis Valverde) era, segundo sua mãe Edinalva (Zezé Polessa), filha do Boto (João Sabiá).
Em 2021, Victor Sparapane atuou como o boto cor-de-rosa na primeira temporada da série Cidade Invisível.